# Тегин
Тегин (др. тюрк. ‏𐱅𐰃𐰏𐰤‎, tigin, tiğin; кит. 特勤, пиньинь teqin, tiin , искаженно кит. 铁勒, пиньинь tèlè) — тюркский титул, обычно присоединяемый к именам младших мужских членов ханской семьи, принц крови.

## История
Г. Дёрфер определял тегина как постоянного заместителя, сына или младшего брата хана, то есть наследного принца. Он считал возможным, что выбор такого заместителя зависел от произвола верховного властителя. Так как тегин сам не имел титула каган, то его можно классифицировать лишь как верховного чиновника государства. Кроме того, тегин имел общее значение «принц», причем это звание было выше, чем шад и ябгу (которые также являлись принцами).
Э. Дж. Пуллиблэнк полагал, что праформой тегин был сюннуский титул ту-ци (по переводу «Хань шу» — ‘мудрый’ или ‘достойный’). По его мнению, до тюрков титул тегин был распространен у эфталитов и тоба.
История сохранила множество персонажей с VI по XIII века, которые носили этот титул. Наиболее известны Кюль-тегин, деятель Восточно-тюркского каганата, Алп-тегин, основатель государства Газневидов, Арслан-тегин, сыгравший важную роль в создании Караханидского государства. Со временем титул тегин стало популярным личным именем, и теперь бытует как личное и семейное имя, преимущественно в Южной Азии и областях Ближнего Востока.
Среди енисейских надписей древнетюркским письмом встречается только одна (Е-15), которая содержит рассматриваемый титул. Она датируется серединой X века. В форме тикӣн упоминается в словаре Махмуда Кашгарского. Следующее хронологически упоминание термина «тегин» содержится в сведениях «Сокровенного сказания» об обстоятельствах подчинения кыргызов Чингисхану в 1206 г. В перечне знатных кыргызов, явившихся к Джучи — старшему сыну правителя Великого Монгольского Улуса, был упомянут «Олебек-дигин», так же в форме «такие» встречается в главе посвященной описанию различных племен, как племя наиболее близкое к найманам, и в описании племени онгутов их предводитель назван «Алакуш-дигин». От тюркского от («огонь; очаг, костёр») и титула тегин (тигин), в монгольском языке приобретшего форму чигин, произошло монгольское титулование младшего сына в семье — отчигин («господин огня, хранитель очага»). Известен, например Тэмугэ-отчигин, младший брат Чингисхана.